# Scott Rigell
Edward Scott Rigell, född 28 maj 1960 i Titusville i Florida, är en amerikansk republikansk politiker. Han var ledamot av USA:s representanthus 2011–2017.
Rigell avlade 1983 kandidatexamen vid Mercer University och 1990 MBA-examen vid Regent University. Han har varit verksam som entreprenör.